# Vlasotince
Vlasotince (in serbo Власотинце?) è una città e una municipalità del distretto di Jablanica nel sud-est della Serbia centrale.

## Municipalità
La municipalità di Vlasotince comprende la città di Vlasotince e i seguenti villaggi:
| - Aleksine - Batulovce - Boljare - Borin Do - Brezovica - Crna Bara - Crnatovo - Dadince - Dobroviš - Donja Lomnica | - Donja Lopušnja - Donje Gare - Donji Dejan - Donji Prisjan - Gložane - Gornja Lomnica - Gornja Lopušnja - Gornji Dejan - Gornji Orah - Gornji Prisjan | - Gradište - Gunjetina - Jakovljevo - Jastrebac - Javorje - Komarica - Konopnica - Kozilo - Kruševica - Kukavica | - Ladovica - Lipovica - Orašje - Ostrc - Prilepac - Pržojne - Ravna Gora - Ravni Del - Samarnica - Šišave | - Skrapež - Sredor - Stajkovce - Stranjevo - Svođe - Tegošnica - Zlatićevo |  |

## Galleria d'immagini

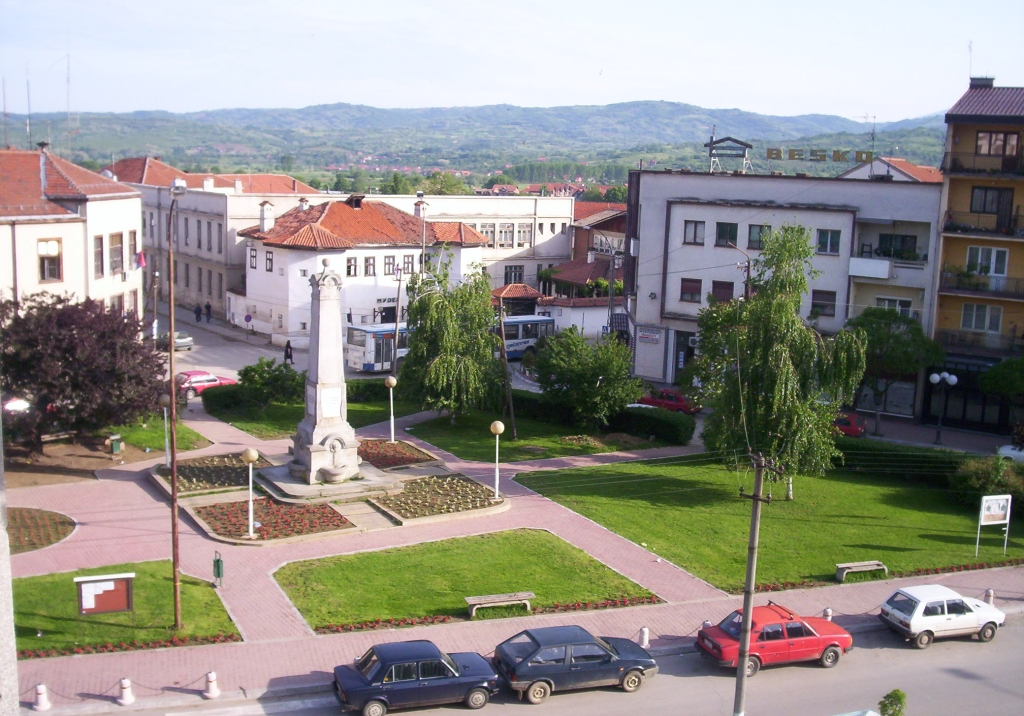
Centro della città
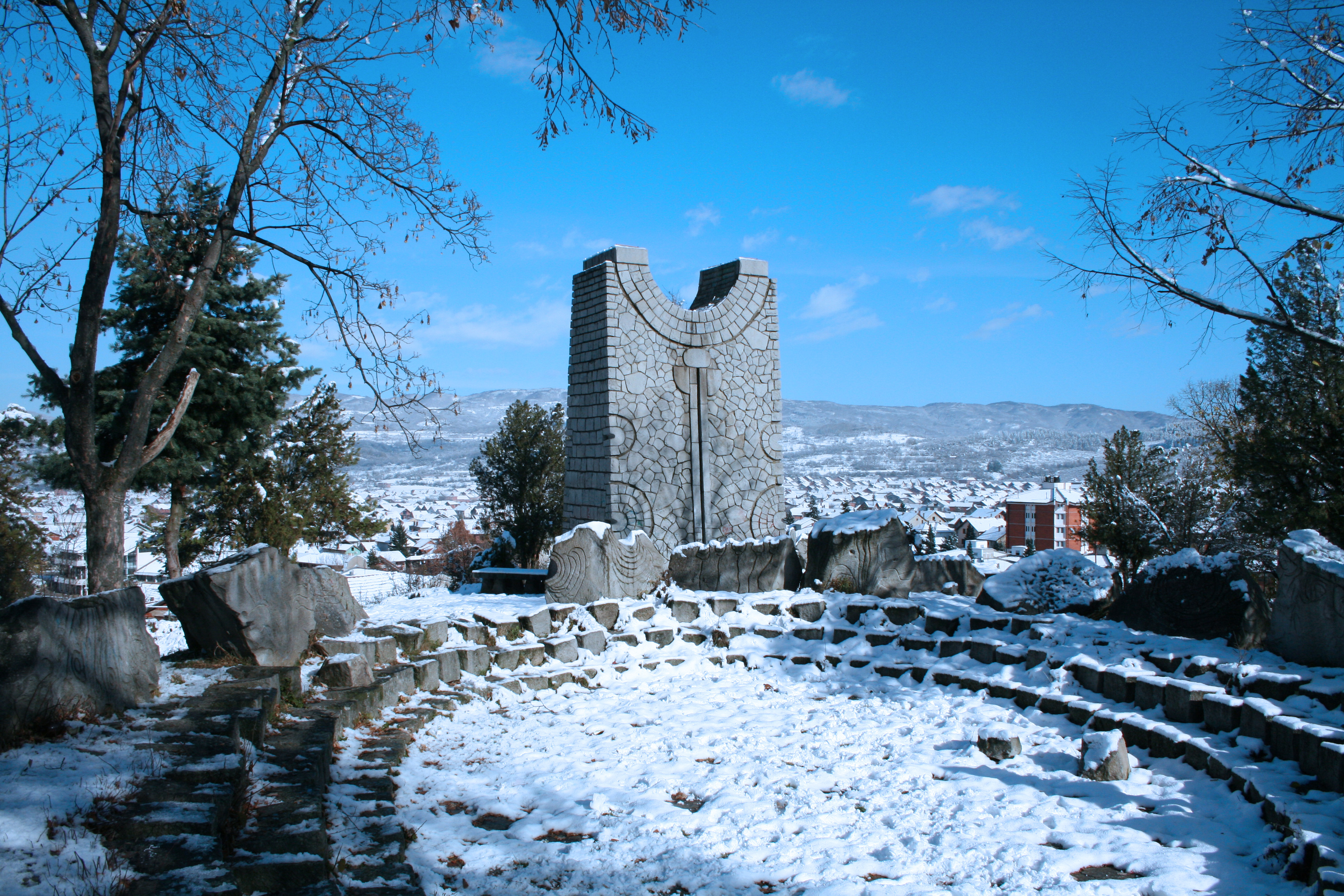
Monumento ai caduti della seconda guerra mondiale
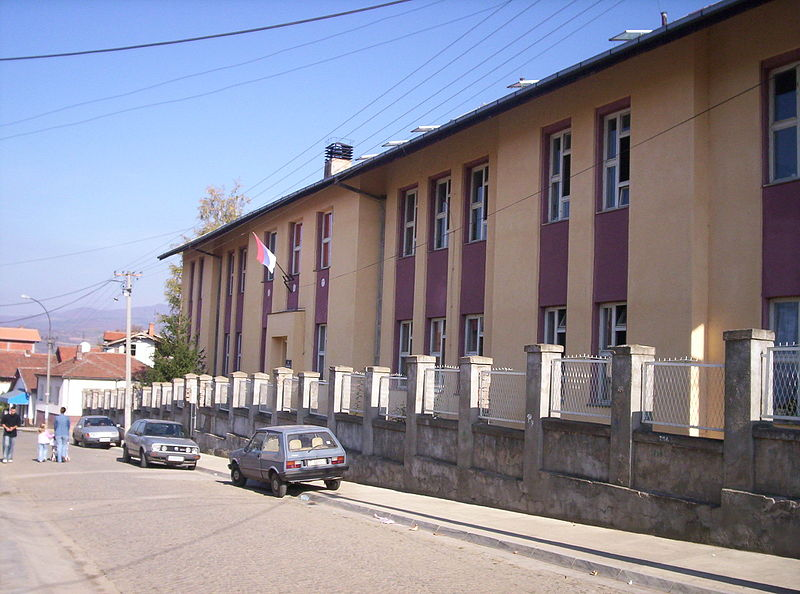
Scuola elementare
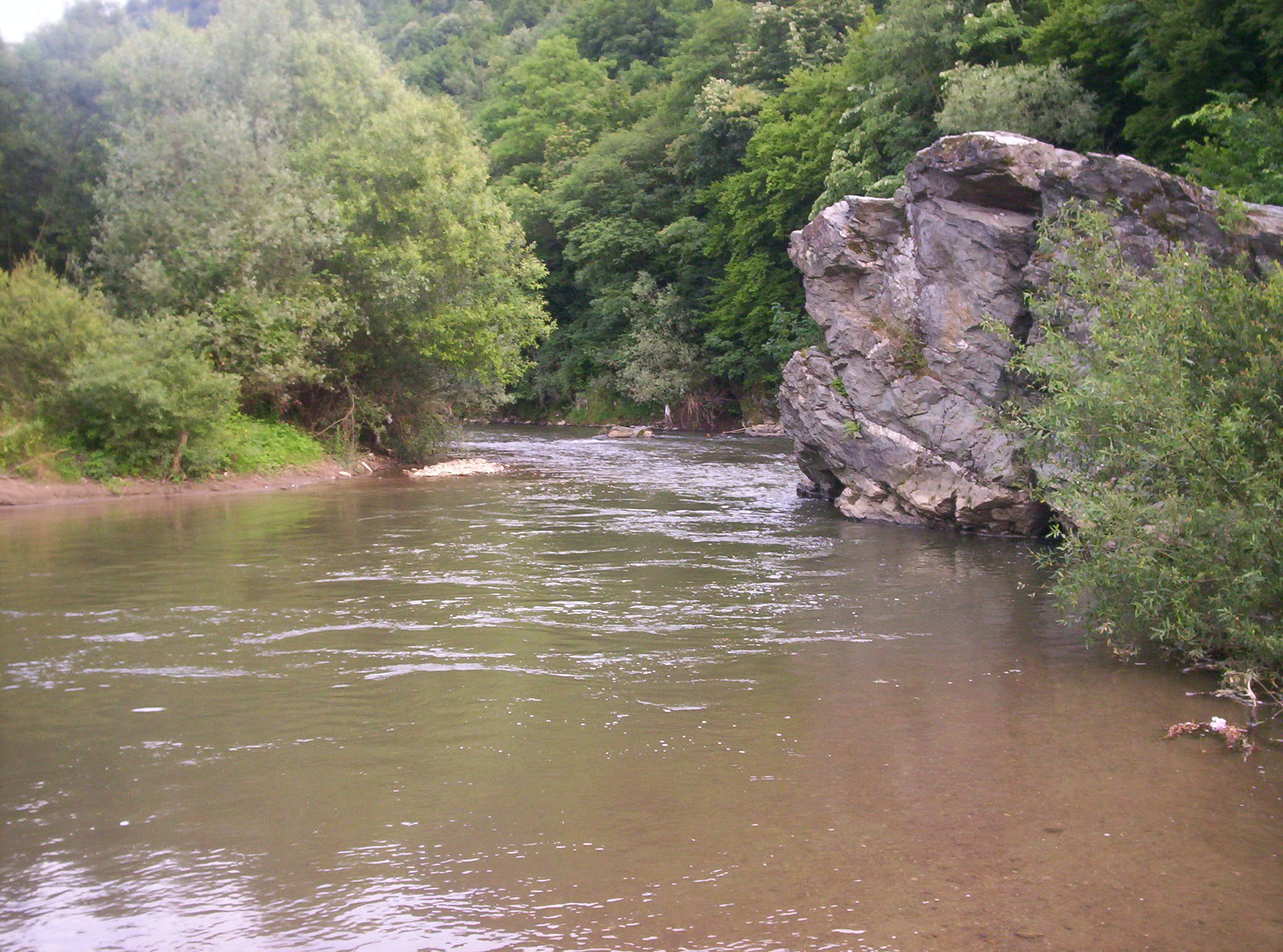
Fiume Vlasina